# Simangambat Tb
Simangambat Tb is een bestuurslaag in het regentschap Mandailing Natal van de provincie Noord-Sumatra, Indonesië. Simangambat Tb telt 711 inwoners (volkstelling 2010).